# اورگوت
اورگوت یا اورگوتی (به ازبکی: Ургут) شهری در ولایت سمرقند کشور ازبکستان است که در سرشماری سال ۲۰۱۰ میلادی، ۵۱٬۴۶۲ نفر جمعیت داشته‌است. در حدود ۵۰ کیلومتری جنوب شرقی سمرقند، مرکز شهرستان منطقهٔ اورگوت قرار دارد. با ولایت قشقه‌دریا هم‌مرز است. هم‌اکنون بیش از ۳۵ هزار نفر در اروگوت زندگی می‌کنند.
واژهٔ «اورگوت» به‌عنوان یک توپولوژی برای نخستین بار در سدهٔ شانزدهم ظاهر شد و به معنای نام یکی از گروه‌های بزرگ ازبک‌ها بوده‌است.
این شهر دارای چندین کارخانهٔ قالی‌بافی، یک کارخانهٔ تخمیر تنباکو، و یک کارخانهٔ تخته سنگ است.
مکانی در اروگوت به نام کر کر (ترجمه‌شده از فارسی - چهار درخت هواپیما) به دلیل خیابان‌های درختان هواپیما قرن و مسجدی قابل توجه است که ساخت آن از ابتدای سدهٔ بیستم آغاز شد. خیلی دور از این مکان بقایای کلیسای نستوریان وابسته به سدهٔ نهم که بدست باستان شناسان یافت شده‌است [۱]. فاصله‌اش تا سمرقند ۳۵ کیلومتر می‌باشد. بیشتر باشندگان این شهر تاجیک‌ها و ازبک‌ها هستند و زبان‌های فارسی و ازبکی در این شهر رواج دارد.

## اطلاعات تاریخی و قومی
نمایی از ارگ اروگوت در نیمهٔ دوم سدهٔ XIX
اروگوت یکی از شهرک‌های باستانی منطقهٔ فرارود و سغد است که اکنون در ازبکستان واقع گردیده‌است. به درختان هواپیما (درختان هواپیما) مشهور است، که سن آن‌ها بیش از ۱٬۰۰۰ سال است.
نکتهٔ قابل توجه اینست که برخی از گروه‌های مردم ساکن در ازبکستان، تاجیکستان و افغانستان خود را جامعهٔ منطقه‌ای اروگوتلیک (یا اروگوتی در تاجیکستان) می‌دانند، که زیرمجموعه‌ای از ازبک‌های قومی است که منشأ آن‌ها را با محیط اروگووت پیوند می‌دهند.
در زمان امارت بخارا، اورگوتی مرکز نیمه‌مستقل بخارا اروگوت بکستی بود. این شهر دارای ارگ بسیار مستحکمی بوده و در خاکی واقع شده‌است که طی آن مسیر به سمت دره‌ای که در آن شهرسبز واقع شده بود، گذشت. از سدهٔ ۱۸ تا ۱۸۶۸، دودمان محلی مینگ ازبک، شبیه به مینکاهای خوقند، بر اورگوت حکومت کردند.
از آنجا که در طول خصومت نیروهای نظامی روسیه علیه امارت بخارا در سال ۱۸۶۸، این شهر برای حرکت بیشتر خود به درهٔ زرافشان و به سمت بخارا، خطرات خاصی را برای سربازان روسی ایجاد کرد، این شهر در تاریخ ۱۲ ماه مه بدست روس‌ها به فرماندهی سرهنگ آبراموف گرفته شد.
اکنون این شهر در نزدیکی مرز تاجیکستان قرار گرفته و باشندگانش تاجیک‌ها و ازبک‌ها هستند.